# Parc national de Cabañeros
Le parc national de Cabañeros est un site naturel protégé se situant en Espagne près de Tolède. Créé en 1995, il couvre une superficie de 409 kilomètres carrés dans les Montes de Toledo. C'est la plus représentative et plus vaste région encore préservée de la forêt méditerranéenne ibérique, avec une grande variété d'espèces végétales. Il comprend également des sites d'intérêt géologique (sites paléozoïques appelés Cámbrico y Ordovícico del Parque Nacional de Cabañeros).

## Faune
La faune du parc est remarquable, à la fois pour sa variété (276 espèces de vertébrés) que pour le pourcentage élevé d’espèces menacées. Les mammifères comprennent la loutre de la rivière Estena et quatre espèces d'ongulés: le sanglier, le cerf, le chevreuil et (dans les zones les plus boisées) le daim.
Le parc est potentiellement un habitat pour le lynx ibérique, un félin en voie de disparition. Cependant, le lynx n'a été observé que de manière intermittente dans la région au cours des dernières années, peut-être en raison d'une pénurie de lapins, sa principale proie. Les monts de Tolède ont été utilisés comme site de réintroduction du lynx dans le cadre d'un projet LIFE. 
Le parc est une zone de protection spéciale pour les oiseaux, et abrite les espèces remarquables suivantes :
- Cigogne noire (rare mais non menacée)
- Gypaète barbu (presque menacé), deuxième population nicheuse en importance
- Aigle impérial espagnol (menacé)

## Galerie

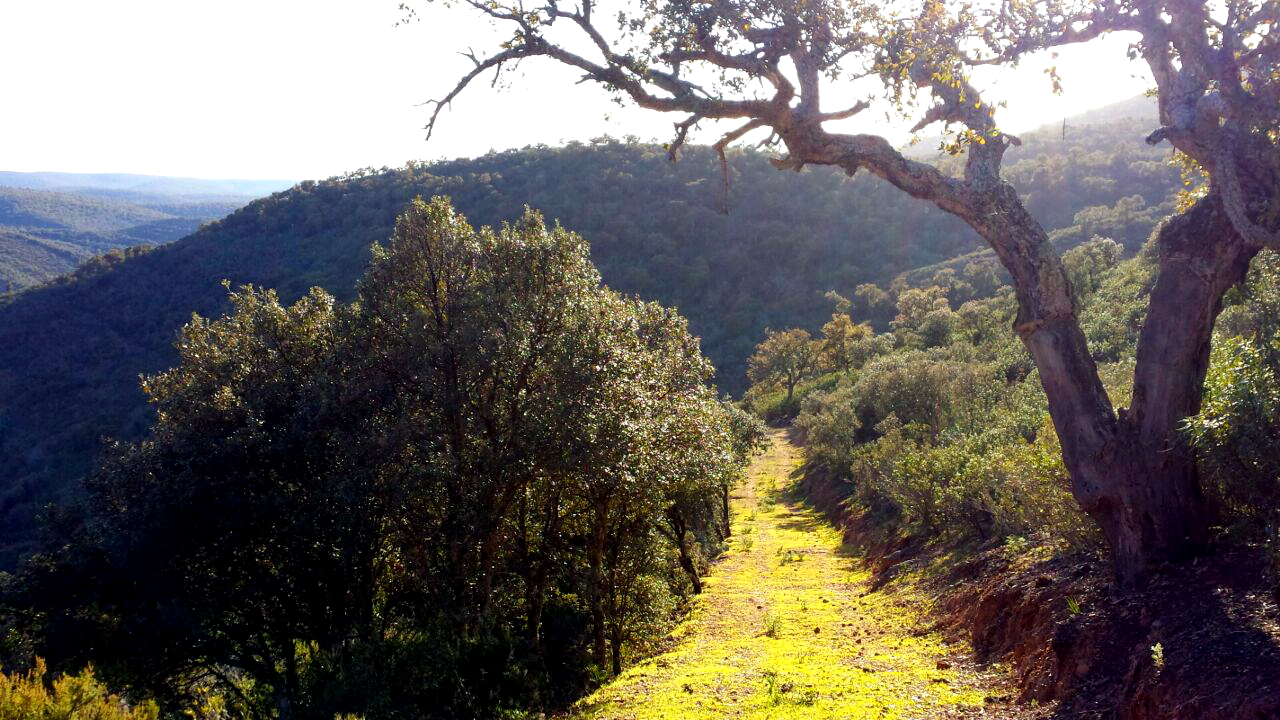
Paysage
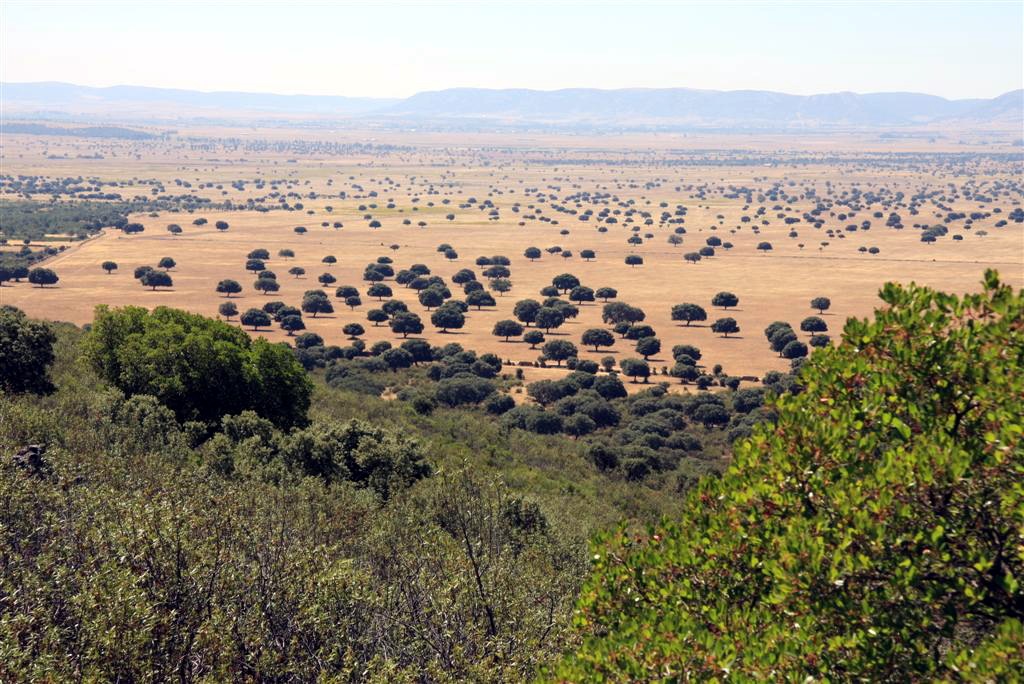
Vue
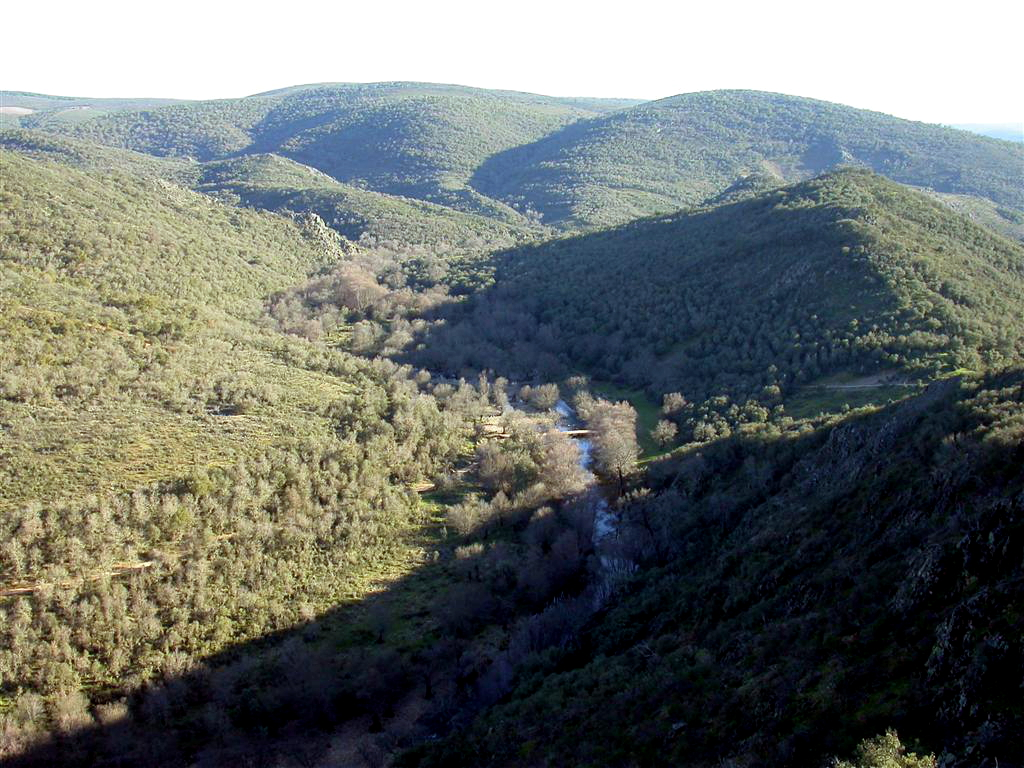